# 福井春政
福井 春政（ふくい はるまさ、1884年〈明治17年〉3月8日 - 1971年〈昭和46年〉2月18日）は、日本の武道師範。無双直伝英信流居合術第19代宗家。居合十段、柔道八段、銃剣道六段、浮泳術五段、高知県柔道協会名誉会長。号は「鐵骨」。

## 来歴
1884年(明治17年)3月8日、高知県長岡郡高須村(現・高知市)に生まれる。
居合は無双直伝英信流第17代宗家・大江正路子敬に師事しこれを修行した。
陸軍戸山学校卒業後、高知市立高知商業学校（現・高知市立高知商業高等学校）に奉職。体操教師として柔道、相撲、水泳を指導した。1932年ロサンゼルスオリンピックの競泳1500m自由形金メダリストの北村久寿雄は、同校時代の教え子の一人である。
1935年(昭和10年)2月、無双直伝英信流居合術第18代宗家・穂岐山波雄が急逝し、遺言により第19代を継承する。
また高知県警察の武道教官として武術の普及をはかり、それらの功労により、1952年(昭和27年)、高知県体協の功労賞、1969年(昭和44年)、高知県文化賞、同年、勲五等瑞宝章を受ける。
1971年（昭和46年）2月18日死去。享年88歳。

## 補註
1. 1 2 3 4 5 6 7 8  『高知県人名事典(補遺)』高知県人名事典編纂委員会編、高知市民図書館、1972年(昭和47年)